# Zábeštní Lhota
Zábeštní Lhota (in tedesco Lhotta Sabetschny) è un comune della Repubblica Ceca facente parte del distretto di Přerov, nella regione di Olomouc.